# 石评梅祖居
石评梅祖居，位于山西省阳泉市郊区义井镇小河村，是中华人民共和国山西省文物保护单位之一。

## 保护
2016年6月6日，石评梅祖居由山西省人民政府公布为第五批山西省文物保护单位，编号5-140。